# Exploitation minière des astéroïdes

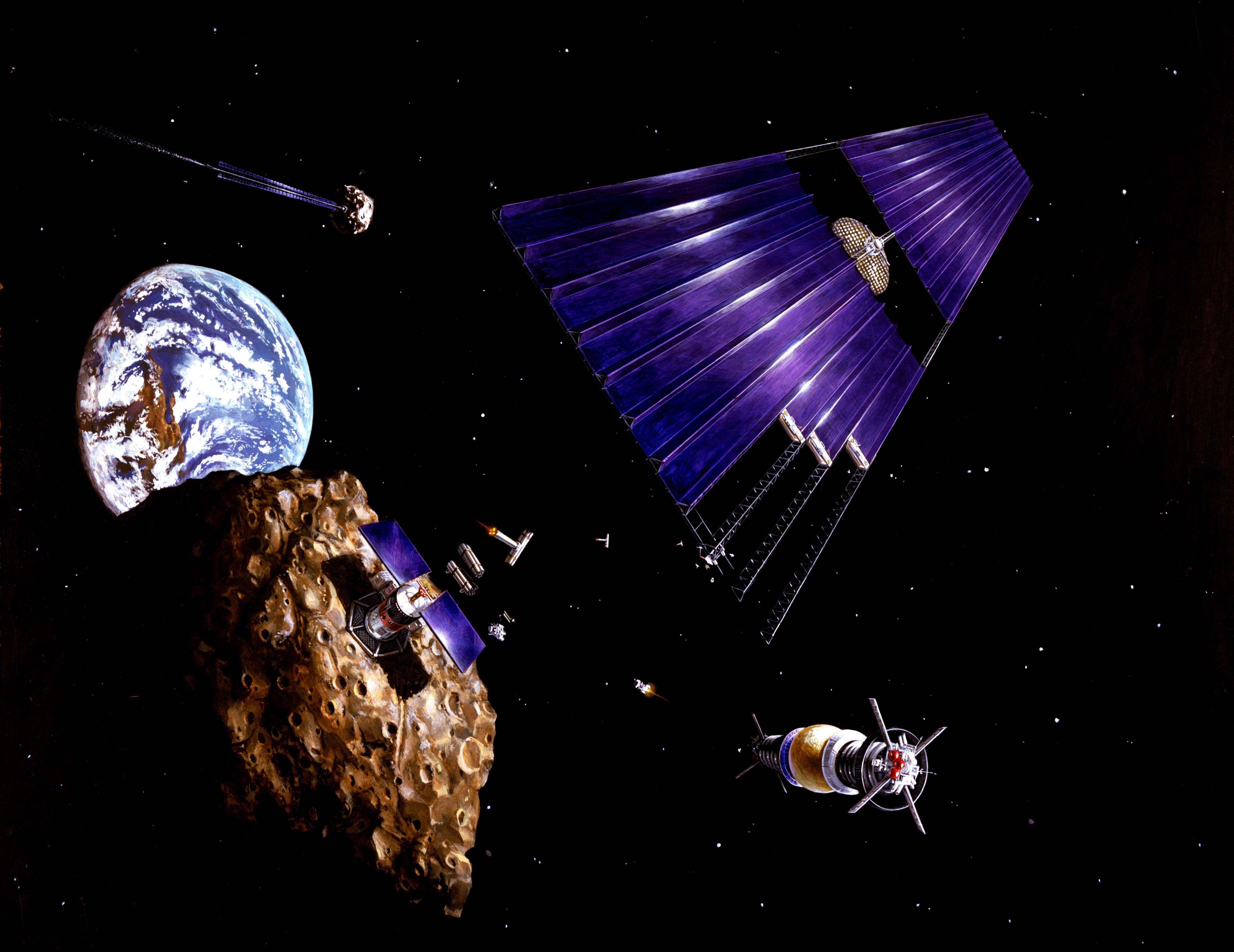
Exploitation minière d'un astéroïde géocroiseur tel qu'imaginé par la NASA, 1977

L'exploitation minière des astéroïdes désigne la mise en valeur des gisements de minerais contenus dans un astéroïde. Compte tenu des capacités technologiques en 2023, l'idée relève encore seulement d'un projet à échéance lointaine. Elle est envisagée pour pallier la raréfaction des minerais sur Terre. Même des astéroïdes d'un kilomètre peuvent contenir une quantité de matériaux bruts exploitables. Les cibles les plus évidentes sont les géocroiseurs.

## Enjeu
En 2004, la production mondiale de minerai de fer a dépassé le milliard de tonnes. En comparaison, un petit astéroïde de type M avec un diamètre de 1 km peut contenir plus de 2 milliards de tonnes de minerais de fer et de nickel, soit deux ou trois fois la production de 2004. Ainsi l'astéroïde (16) Psyché contiendrait 1,7 × 1019 kg de minerai de fer et de nickel, ce qui pourrait fournir l'équivalent de la production mondiale de 2004 pendant plusieurs millions d'années… Une petite partie des minerais extraits pourrait aussi contenir des métaux précieux, bien qu'ils soient probablement plus difficiles à prélever.
En 2006, l'Observatoire W. M. Keck a annoncé que l'astéroïde troyen binaire (617) Patrocle, et peut-être d'autres Troyens, sont probablement des comètes « éteintes » contenant beaucoup d'eau sous forme de glace. De même, des comètes voisines de Jupiter et certains astéroïdes géocroiseurs, eux aussi des comètes « éteintes », pourraient également fournir de l'eau. L'utilisation de matériaux indigènes dans l'espace pour la propulsion, la construction de réservoirs, de boucliers anti-radiation et d'autres composants pour les infrastructures spatiales pourrait conduire à des réductions radicales du coût de ces infrastructures.

## Sélection des astéroïdes
| Mission                              | Delta-V  |
| ------------------------------------ | -------- |
| Sol terrestre vers LEO               | 8,0 km/s |
| LEO vers les astéroïdes géocroiseurs | 5,5 km/s |
| LEO vers le sol lunaire              | 6,3 km/s |
| LEO vers les lunes de Mars.          | 8,0 km/s |

Un des facteurs les plus importants et qui reste à être étudié pour déterminer la cible est le facteur économique, en particulier le delta-V (tableau à droite) et le temps de voyage vers et au départ de l'astéroïde. La plupart des matériaux pourront être utilisé comme propergol.
Le second facteur est le choix de la cible. Actuellement la qualité des minerais et le prix en résultant, tout comme l'équipement requis pour l'extraire, sont inconnus. Toutefois des marchés potentiels pour ces matériaux peuvent être trouvés et entrainer des bénéfices. Par exemple, l'envoi de plusieurs tonnes d'eau en orbite terrestre basse (LEO) pour une économie de tourisme spatial pourrait générer d'importants profits .
Des astéroïdes géocroiseurs comme (4660) Nérée sont des candidats potentiels pour les premières exploitations minières du fait de leur faible coût de transport vers la Terre.
Une équipe chinoise a le projet de dévier l'astéroïde 2008 EA9, pour qu'il se positionne au point L1 en février 2049.

## Exploitation des ressources
Il y a trois options différentes d'exploitation :
1. Extraire la matière brute et la raffiner ailleurs ;
2. Traiter la matière brute sur place et peut-être produire du propergol pour le vol de retour ;
3. Transporter l'astéroïde dans une orbite sûre autour de la Lune ou de la Terre. Ceci permet alors d'utiliser tous les matériaux et de ne pas en dépenser pour le voyage.

Le traitement in situ du minerai ayant une forte valeur devrait réduire l'énergie requise pour le transport. Cependant les équipements de traitement devront alors être transportés sur le site minier.
Les travaux dans la mine exigeront de l'équipement spécialisé pour effectuer l'extraction et le traitement du minerai dans l'espace extra-atmosphérique. Les machines devront être ancrées sur l'astéroïde, mais le minerai pourra être déplacé plus aisément en raison de l'absence de pesanteur.
L'arrimage à l'astéroïde peut s'effectuer à l'aide d'un processus similaire à l'utilisation d'un harpon, avec un projectile qui pénètre la surface pour servir d'ancre avec un treuil qui approche le véhicule de la surface, à condition que l'astéroïde soit suffisamment solide pour qu'un ancrage soit possible.
Plusieurs options existent quant à l'extraction du minerai :
1. Le minerai peut être extrait avec un procédé similaire à celui des mines à ciel ouvert. Certains astéroïdes ne sont faits que de rocailles empilées[6], rendant cette approche faisable ;
2. Les astéroïdes à forte concentration métallique peuvent être recouverts de grains de métaux qui peuvent être récupérés à l'aide d'un aimant[7] ;
3. Pour les matériaux volatils des comètes « éteintes », la chaleur peut être utilisée pour fondre et vaporiser la matrice[8] ;
4. Une mine peut être creusée dans l'astéroïde, et le matériel extrait par le puits. Ceci exige d'un système de transport pour déplacer le minerai au centre de traitement.

En raison de la distance de l'astéroïde par rapport à la Terre, le temps s'écoulant pendant les communications entre une phrase et la réponse serait de plusieurs minutes au minimum, sauf durant les approches occasionnelles de la Terre par les astéroïdes géocroiseurs. Ainsi n'importe quel équipement minier devra être automatisé, ou une présence humaine devra être nécessaire à proximité. Les humains seraient tout aussi utiles pour le dépannage et la maintenance de l'équipement.

## Sociétés et groupes
Plusieurs groupes déclarent travailler sur la problématique de l'exploitation minière des astéroïdes et des ressources spatiales.

### Aux États-Unis
En avril 2012, Planetary Resources, société fondée par quelques milliardaires américains (Sergey Brin, Eric Schmidt de Google, le réalisateur James Cameron et quelques autres) se propose d'exploiter aux alentours de 2025 les ressources de ces corps célestes.
En décembre 2012, Deep Space Industries prévoit d'ouvrir des mines dans les astéroïdes dans des délais similaires. Deep Space industries est acquise en 2018 par Bradford-Space Inc. 
Fondée en 2016 par Jim Keravala, OffWorld Inc se concentre sur le développement d'engins robotisés et de machinerie pour l'exploitation des astéroïdes mais aussi de la Lune, Mars et la Terre.
AstroForge est une entreprise aérospatiale basée à Huntington Beach, en Californie, et a été fondée par Matthew Gialich et Jose Acain le 10 janvier 2022. Elle projette d'envoyer une mission sur un astéroïde de type M en 2025.

### En Europe
En mars 2016, Asteroid Mining Corporation Ltd est fondée avec pour objectif d'initier une troisième révolution industrielle visant à délocaliser les industries polluantes vers l'espace à l'aide de l'exploitation minière des astéroïdes.
L'entreprise roumaine ARCA Space souhaiterait se lancer dans l'exploitation minière des astéroïdes.

## Lois et réglementations
Le 25 novembre 2015, le président des États-Unis Barack Obama signe une loi qui autorise les entreprises privées à exploiter les astéroïdes et les citoyens américains à posséder des parties de corps célestes.
Le 9 septembre 2016, la sonde OSIRIS-REx est lancée à destination de l'astéroïde (101955) Bénou pour en ramener un échantillon (de l'ordre d'une soixantaine de grammes).
Le 1er août 2017, le Luxembourg devient le deuxième pays après les États-Unis à se doter d'une loi encadrant les activités liées à l'exploitation et l'utilisation des ressources spatiales. Contrairement à la loi américaine, celle-ci autorise les entreprises étrangères à exploiter commercialement les ressources spatiales si elles sont domiciliées au Luxembourg.
Le 6 avril 2020, le président des États-Unis Donald Trump signe un décret encourageant l'exploitation des ressources spatiales. Ce décret souligne notamment que le peuple américain doit avoir le droit de mener une exploitation commerciale des ressources extraterrestres. En particulier dans la mesure où les États-Unis ne font pas partie du traité sur la Lune. Ce décret précise que les États-Unis ne voient pas l'espace comme une zone de ressources internationales (contrairement aux océans et l'Antarctique à titre d'exemple).

## Sources
- (en) Cet article est partiellement ou en totalité issu de l’article de Wikipédia en anglais intitulé « Asteroid mining » (voir la liste des auteurs).

## Compléments